# Объект 760
Объект 760 (машина также широко известна как танк на воздушной подушке) — опытный ходовой макет боевой машины (лёгкого по массе плавающего танка/БРДМ) на воздушной подушке, созданный в начале 1960-х годов.
Макет предназначался для испытаний в рамках опытно-конструкторских работ по теме разведывательно-авиадесантной специальной боевой машины (СБМ) на воздушной подушке и был выпущен в единственном экземпляре. В итоге испытаний «Объекта 760» был проработан проект БРДМ-ВПК.

## История создания
В 1961 году в рамках проводившихся во ВНИИ-100 в 1959—1963 годах исследований возможности и целесообразности применения воздушной подушки для сухопутных боевых машин Челябинским тракторным заводом при участии института был разработан и изготовлен ходовой макет перспективной боевой машины на воздушной подушке камерного типа, получивший обозначение «Объект 760».
Испытания машины проводились в 1961—1963 годах в различных условиях (таких как мокрое торфяное болото, снежная целина, водная поверхность). По результатам испытаний «Объект 760» показал высокие показатели проходимости и маневренности в сравнении с серийным лёгким танком ПТ-76, в том числе и на недоступных для последнего участках. При испытаниях на минных полях было выяснено, что при движении машины с использованием воздушной подушки противотанковые мины не срабатывают ни под гусеницами, ни под юбкой, а противопехотные — срабатывают лишь в отдельных случаях под гусеницами, что не является проблемой для машины.
Дальнейшим развитием «Объекта 760» стал разработанный ВНИИ-100 проект перспективной СБМ БРДМ-ВПК («Объект 761»), конструктивная и компоновочная проработка которого была произведена на основе испытаний опытной машины.

## Описание конструкции
«Объект 760» имел классическую компоновку с размещением отделения управления в носовой части корпуса, боевого отделения — в средней части и моторно-трансмиссионного — в кормовой. Экипаж машины состоял из трёх человек, располагавшихся под прозрачными колпаками полукруглой формы.

### Броневой корпус и башня
Броневой корпус машины был создан с учётом предполагаемой формы СБМ, которая должна была обеспечить повышенную защищённость машины от огня противника. Лобовой, бортовые и кормовой броневые листы были расположены под большими углами.
Вместо башни на машине был установлен её габаритный макет.

### Вооружение
Машина не имела вооружения, однако несла габаритный макет артиллерийского орудия 2А28..

### Ходовая часть
Ходовая часть состояла из основного гусеничного движителя и вспомогательной воздушной подушки камерного типа, обеспечивавшей частичную разгрузку веса машины. В режиме частичной разгрузки гусеничные ленты сохраняли контакт с поверхностью, что значительно улучшало управляемость и проходимость.
Гусеничный движитель, применительно к одному борту, состоял из пяти опорных катков, а также заднего ведущего и переднего направляющего колёс. Подвеска — индивидуальная торсионная.
Два нагнетателя воздушной подушки, левый и правый, располагались в центральной части корпуса, между боевым и моторно-трансмиссионным отделениями.

### Электрооборудование
Электрооборудование машины включало одну фару внешнего освещения, расположенную в носовой части корпуса справа.

### Сноски
1. 1 2 3  Параметры проекта аналогичной машины — БРДМ-ВПК («Объекта 761»), конструктивная и компоновочная проработка которой была проведена в результате ОКР по «Объекту 760»

## Видео
- реж. Андрей Крюковский (2005). Маленькие купальщики» великой армии. И танки наши быстры!. Episode 6.  20:35—21:21 / 26:00 мин. Крылья России.
- реж. Андрей Кулясов (2009). Броня России. Броня России. Episode 7.  36:24—37:37 / 38:37 мин. Крылья России.